# Liste von Kirchenliederkomponisten
Dies ist eine alphabetische Liste der Kirchenliederkomponisten, die im deutschsprachigen Raum in den Gesangbüchern der anerkannten Kirchen veröffentlicht sind. In Deutschland sind dies religiöse Körperschaften des öffentlichen Rechtes.
- Zu den relevanten Gesangbüchern[1] zählen:
  - EG – Evangelisches Gesangbuch (1993) (Stammausgabe, bis Nr. 535)
    - EG/BT – Regionalteil Bayern, Thüringen
    - EG/He – Regionalteil Hessen-Nassau, Kurhessen-Waldeck
    - EG/NB – Regionalteil Niedersachsen, Bremen
    - EG/West – Regionalteil Rheinland, Westfalen, Lippe, Reformierte Kirche
    - EG/Wü – Regionalteil Württemberg

  - EKG – Evangelisches Kirchengesangbuch
  - FuL – Feiern und Loben – Gesangbücher des Bundes Freier evangelischer Gemeinden in Deutschland und des Bundes Evangelisch-Freikirchlicher Gemeinden
  - GEmK – Gesangbuch der Evangelisch-methodistischen Kirche
  - RG – Gesangbuch der Evangelisch-reformierten Kirchen der deutschsprachigen Schweiz
  - GL – Gotteslob (1975)
    - GL-LM – Ausgabe Bistum Limburg

  - KG – Katholisches Gesangbuch der deutschsprachigen Schweiz
  - MG – Mennonitisches Gesangbuch
  - SELK – Evangelisch-Lutherisches Kirchengesangbuch
  - Wir loben Gott, Zionslieder, Leben aus der Quelle – Siebenten-Tags-Adventisten
  - Gesangbuch der Neuapostolischen Kirche

- Weiter sind solche christliche Gesangbücher erfasst, welche in einer anerkannten Gesangbuchsammlung aufgeführt sind:
  - Hermann Schüling: Katalog einer Sammlung von Gesang- und Gebetbüchern (= Berichte und Arbeiten aus der Universitätsbibliothek und dem Universitätsarchiv Giessen; 44/1992). Universitätsbibliothek, Gießen 1992 (Digitalisat) – regional und sachlich gegliederter Katalog mit über 5000 Titeln
  - Alexander Völker: Gesangbuch. In: Theologische Realenzyklopädie 12 (1984), S. 547–565 (Überblick mit weiterer Literatur)
  - Verzeichnis protestantischer deutschsprachiger Gesangbücher
  - Gesangbücher in Württemberg 1524–2002, Datenbank (Memento vom 9. November 2005 im Internet Archive)

- Ausgenommen sind jedoch die Komponisten der neuen Geistlichen Lieder, diese befinden sich in der Liste von Autoren Neuer Geistlicher Lieder

## A
- Otto Abel (1905–1977) Von guten Mächten treu und still umgeben (EG 65, MG 272)
- Johann Georg Ahle (1651–1706) Die güldene Sonne bringt Leben und Wonne (EG 444)
- Johann Rudolph Ahle (1625–1673) Liebster Jesu wir sind hier (EG 161, GL 520, MG 8)
- Jo Akepsimas (* 1940) Wir haben Gottes Spuren festgestellt (EG/West 648)
- Heinrich Albert (1604–1651) Gott des Himmels und der Erden (EG 445, MG 206)
- Charles Richard Anders (1929–2020) Christus ist König, jubelt laut nach dem englischen Christ is the king, o friends rejoice (EG 269, MG 22)
- Christoph Anton (1610–1658) Jesu, wahre Lebensquelle (GL 22), Alle Menschen müssen sterben (EG/West 694)
- Matthäus Apelt (Matthäus Apelles von Löwenstern) (1594–1648) Nun preiset alle Gottes Barmherzigkeit (EG 502)
- Ernst Arfken (1925–2006) Vater unser, Vater im Himmel (EG 188)

## B
- Johann Sebastian Bach (1685–1750) Wer nur den lieben Gott lässt walten (GL 295), Ich steh an deiner Krippen hier (EG 37)
- Carl Philipp Emanuel Bach (1714–1788) Gott ist mein Lied (EG/He 598)
- Fritz Baltruweit (* 1955) Gott gab uns Atem damit wir Leben (EG 432, MG 463)
- Jacques Berthier (1923–1994) Laudate omnes gentes (EG 181.6)
- Hans Georg Bertram (1936–2013) Du kannst nicht tiefer fallen (EG 533)
- Herbert Beuerle (1911–1994) Herr deine Güte reicht (GL 301, EG 277)
- Hartmut Bietz (1942–2020) Singt das Lied der Freude (EG 306)
- Paul Bischoff (1935–2019) Herr, gib mir Mut zum Brückenbauen (EG/Wü 649)
- Ronald Bisegger Herr erbarme dich (GL 475)
- Clemens Bittlinger (* 1959) So soll es sein (EG/Wü)
- Oskar Gottlieb Blarr (* 1934) Nun ziehen wir die Straße (EG/West 558)
- Heinrich Bone (1813–1893) Großer Gott, wir loben dich (GL 257)
- Helmut Bornefeld (1906–1990) Der Herr behüte deinen Ausgang und Eingang (EG 173)
- Dmytro Bortnjanskyj (1751–1825) Ich bete an die Macht der Liebe (EG/West 661)
- Kurt Bossler (1911–1976) Und suchst du meine Sünde (EG 237)[2]
- Loys Bourgeois (um 1510 – nach 1561) Nun singt ein neues Lied dem Herren (GL 262), Herr Gott, dich loben alle wir, Wie herrlich gibst du, Herr, dich zu erkennen (EG 271), Nun saget Dank und lobt den Herren (EG 294)
- Johann Georg Franz Braun Ave Maria zart (GL 583)
- Wolfgang Carl Briegel (1626–1712) Liebster Jesu wir sind hier (GL 520, EG 161)
- Willem ter Burg (1914–1995) Abraham, Abraham, verlass dein Land (EG 311)

## C
- Seth Calvisius, auch Seth Kalwitz (1556–1615) Mein schönste Zier und Kleinod (EG 473, GL 559, MG 228)
- Gerhard M. Cartford (1923–2016) Gott, unser Ursprung, Herr des Raums (EG 431)
- Joseph Clauder (1586–1653) Sag an wer ist doch diese (GL 588)
- Ch. E. H. Coussemaker Wer leben will wie Gott auf dieser Erde (GL 183)
- Johann Crüger (1598–1662) Herzliebster Jesu (EG 81, GL 180), Nun danket alle Gott (EG 321, GL 266, MG 53), Nun danket all und bringet Ehr (EG 322), Sei Lob und Ehr dem höchsten Gut (EG 326), Lobet den Herren alle, die ihn ehren (EG 447)

## D
- Wolfgang Dachstein (um 1487 – 1553) Ein Lämmlein geht und trägt die Schuld (EG 83), Im Frieden dein (EG 222, GL 473, MG 172), Aus tiefer Not schrei ich zu dir (EG 299)
- Pierre Davantès (um 1525 – 1561) Wie lieblich schön, Herr Zebaoth (EG 282), Danket Gott, denn er ist gut (EG 301), Nun danket all und bringet Ehr (EG 322)
- Nikolaus Decius (um 1485 – nach 1546) Allein Gott in der Höh sei Ehr (EG 179, GL 170, MG 24)
- Lucien Deiss (1921–2007) Lobt und preist die herrlichen Taten des Herrn (EG 429)
- Adam Drese (1620–1701) Jesu, geh voran (EG 391)
- Cornelius Heinrich Dretzel (1698–1775) Schaffe in mir, Gott, ein reines Herze (EG 230)
- Helmut Duffe (1948–2016)
- Henry Du Mont (1610–1684) Salve Regina (GL 570)

## E
- Johann Georg Ebeling (1637–1676) Du meine Seele, singe (EG 302), Warum sollt ich mich denn grämen? (EG 370), Die güldne Sonne (EG 449)
- Johannes Eccard (1553–1611) Ach lieber Herre Jesu Christ (EG 203)
- Ludger Edelkötter (1940–2022) Herr, gib uns deinen Frieden (EG 436)
- Jury Everhartz (* 1971)

## F
- Otmar Faulstich Herr Gott im Himmel dir sei Ehre (GL 458)
- Siegfried Fietz (* 1946) Von guten Mächten treu und still umgeben (EG/West 652)
- Wolfgang Fischer (1932–2011) Siehe, ich bin bei euch (EG 419)
- Guillaume Franc (um 1515 – 1570) Herzliebster Jesu (EG 81), Mit Freuden zart (EG 108), O dass doch bald dein Feuer brennte (EG 255)
- Melchior Franck (1580–1639) Gen Himmel aufgefahren ist (EG 119, GL 230), Jerusalem, du hochgebaute Stadt (EG 150, GL 553)
- Michael Franck (1609–1667) Ach wie flüchtig, ach wie nichtig (EG 528, GL 657, MG 397)
- Claude Fraysse (* 1941) Ich lobe meinen Gott (EG 272)
- Frieda Fronmüller (1901–1992) Freuet euch der schönen Erde (EG 510)

## G
- Herbert Gadsch (1913–2011)
- Giovanni Giacomo Gastoldi (um 1556 – 1622 ?) In dir ist Freude (EG 398)
- Severus Gastorius (1646–1682) Was Gott tut, das ist wohlgetan (EG 372, GL 294, MG 360)
- Ernst Ludwig Gebhardi (1787–1862) Ehre sei Gott in der Höhe (EG 26)
- Gerd Geerken (* 1935) Liebe ist nicht nur ein Wort (EG/West 665)
- Paul Geilsdorf (1890–1976) Es mag sein, dass alles fällt (EG 378)
- Jaap Geraedts (1924–2003) Kam einst zum Ufer nach Gottes Wort und Plan (EG 312)
- Günter Gerlach (1928–2003)
- Henriette Catharina von Gersdorff (1648–1726)
- Bartholomäus Gesius (1562–1613) Befiehl du deine Wege (EG 361), Mir nach, spricht Christus unser Held (EG 385, GL 616, MG 445)
- Jakob Gippenbusch O Gott streck aus dein mild Hand (GL 306)
- Ulrich Gohl
- Vinzenz Goller (1873–1953) Leopold-Messe (GL 433–435)
- John Goss (1800–1880)
- Friedemann Gottschick der Ältere (1928–2022) Gott mein Gott, warum hast du mich verlassen (EG 381, GL 308)
- Claude Goudimel (um 1514 – 1572)
- Christian Gregor (1723–1801) Die Gnade unsers Herrn Jesu Christi (EG/West 576)
- Matthias Greitter (um 1490 – 1550) O Mensch, bewein dein Sünde groß (EG 76, GL 166)
- Erich Gruber (1910–1971) Wir wollen fröhlich singen (EG 167)
- Franz Xaver Gruber (1787–1863) Stille Nacht, heilige Nacht (EG 46, GL 145, MG 267)
- Volker Gwinner (1912–2004) Du Kind, zu dieser heilgen Zeit (EG 50)

## H
- Georg Friedrich Händel (1685–1759) Tochter Zion, freue dich (EG 13)
- Gerhard Häußler (* 1920) Brich dem Hungrigen dein Brot (EG 418, GL 618)
- Andreas Hammerschmidt (1612–1675) Freuet euch, ihr Christen alle (EG 34)
- August Harder (1775–1813) Geh aus, mein Herz, und suche Freud (EG 503)
- Hans Leo Haßler (1564–1612) O Haupt voll Blut und Wunden (EG 85, GL 179, MG 291)
- Norbert Hauner (1743–1827) Tauet, Himmel, den Gerechten, Das Grab ist leer, der Held erwacht
- Dieter Hechtenberg (* 1936) Singt das Lied der Freude über Gott (EG 305, GL 272)
- Christoph Hecyrus O Herz des Königs aller Welt (GL alt 549)
- Bartholomäus Helder (1585–1635) Ich freu mich in dem Herren (EG 349)
- Nikolaus Herman (1500–1561) Lobt Gott ihr Christen alle gleich (EG 27, GL 134, EG 27), Wir danken dir, Herr Jesu Christ (EG 79), Erschienen ist der herrlich Tag (EG 106), Steht auf, ihr lieben Kinderlein (EG 442)
- Melchior Ludolf Herold (1753–1810) Alles meinem Gott zu Ehren (GL 615)
- Winfried Heurich (* 1940) Der Himmel, der ist (EG 153)
- Jacob Hintze (1622–1702) Gib dich zufrieden und sei stille (EG 371)
- Ingrid Hirschfeldt Wir alle essen von einem Brot (GL 539)
- Alfred Hochedlinger (* 1963)
- Helmut Hoeft (* 1957)
- Albert Höfer (1802–1857) Jesus lebt, mit ihm auch ich (GL 336)
- Paul Hofhaimer (1459–1537) Allein zu dir, Herr Jesu Christ (EG 232)
- Friedrich Hofmann (1910–1998) Freuet euch in dem Herren allewege (EG 239)
- Reinhard Horn (* 1955)
- Egil Hovland (1924–2013) Voller Freude über dieses Wunder (EG 212)
- Bernard Huijbers (1922–2003) Nahe wollt der Herr uns sein (GL 617), Ich steh vor dir mit leeren Händen (EG 382, GL 621)
- Bertold Hummel (1925–2002) Du schweigst Herr, da der Richter feige (GL 185), Dank sei dir, Herr, durch alle Zeiten (EG/West 557)

## I
- Jessie Seymour Irvine, auch Arrigo Tedesco (1450–1517)
- Heinrich Isaac (um 1450 – 1517) O Welt ich muss dich lassen (EG 521, GL 659)

## J
- Martin Jan (um 1620 – um 1682) Du großer Schmerzensmann (EG 87)
- Peter Janssens (1934–1998) Mit lauter Stimme ruf ich zum Herrn (GL 311), Brich dem Hungrigen dein Brot (EG 420)
- Zofia Jasnota (* 1944) Unfriede herrscht auf der Erde (GL Anhang, MG 494)
- Markus Jenny (1924–2001) Sieh dein Licht will kommen (GL 147)
- Claude Le Jeune (um 1530 – 1600)
- Detlev Jöcker (* 1951) Du hast uns deine Welt geschenkt (EG Rheinland/Westfalen/Lippe 676)
- Georg Joseph (um 1620 – um 1668) Morgenstern der finstern Nacht (GL 555), Ich will dich lieben, meine Stärke (GL 558)

## K
- Heinrich Kahlefeld (1903–1980) Ich glaube an Gott (GL 448)
- Kurt Frederic Kaiser (1934–2018) Ins Wasser fällt ein Stein, ganz heimlich, still und leise (EG/Wü 637)
- Peter Kempin Worauf sollen wir hören (GL 623)
- Leonhard Kleber (1495–1556) Gott der Vater steh uns bei (GL 305)
- Richard Rudolf Klein (1921–2011) Kein Tierlein ist auf Erden (EG 509)
- Peter Klever
- Mina Koch (1845–1924) Stern, auf den ich schaue (EG 407)
- Hanns Köbler (1930–1987) Ich möcht’, dass einer mit mir geht (EG 209)
- Helmut König (1930–2021)
- Johann Balthasar König (1691–1758) O dass ich tausend Zungen hätte (EG 330), Ich will dich lieben, meine Stärke (EG 400)
- Johann Koler Herr Jesus König ewiglich (GL 518)
- Gerard Kremer (1919–1970) Gott hat das erste Wort (EG 199)
- Adam Krieger (1634–1666) „Eins ist not!“ Ach Herr, dies eine (EG 386), Nun sich der Tag geendet hat (EG 478)
- Rolf Kroedel (* 1934) Herr, lehre uns, dass wir sterben müssen (EG 534)
- Albrecht Kronenberger (* 1940) Gloria (GL 455)
- Josef Kronsteiner (1910–1988) Florian-Messe (GL 429–432)
- Hans Kugelmann (um 1495 – 1542) Nun lob, mein Seel, den Herren (EG 289)
- Felicitas Kukuck (1914–2001) Manchmal kennen wir Gottes Willen (GL 299, MG 90)
- Karl Kuhlo (1818–1909) Brich herein, süßer Schein (EG/West 572)
- Hans Kulla (1910–1956) O heilger Leib des Herrn (GL 538)
- Trond Kverno (* 1945) Herr, du hast mich angerührt (EG 383)

## L
- Karen Lafferty (* 1948)
- Christian Lahusen (1886–1975) Maria sei gegrüßt (GL 590), Wisst ihr noch, wie es geschehen? (EG 52), Wir glauben Gott im höchsten Thron (EG 184), Meinem Gott gehört die Welt (EG 408)
- Johann Lauermann Das Weizenkorn muss sterben (GL 620)
- Christoph Lehmann (1947–2024) Ich lobe meinen Gott (EG/West 673)
- Johann Leisentrit (auch Johannes Leisentrit) (1527–1586) Das ist der Tag den Gott gemacht (GL 220), In Gottes Namen fahren wir (GL 303)
- Nis-Edwin List-Petersen (* 1947) Ein Lied hat die Freude sich ausgedacht (EG/NB 580, GEmK 598, MG 238)
- Sarah Levy-Tanai (1911–2005) Kommt herbei, singt dem Herrn (EG/West 577)
- Johann Löhner (1645–1705) Alles ist an Gottes Segen (EG 352)
- Adolf Lohmann (1907–1983) O Herr aus tiefer Klage (GL 169), Wir sind nur Gast auf Erden (GL 656)
- Heinz Martin Lonquich (1937–2014) All meine Quellen entspringen in dir (GL 397), Hoffen wider alle Hoffnung (GL 829 Eigenteil Bistum Münster)
- Richard Lörcher (1907–1970) Nun gehören unsre Herzen (EG 93)
- Lucas Lossius (1508–1582) Ein Kind geborn zu Betlehem (GL 146), Ehre sei dir, Christe (EG 75)
- Hans-Georg Lotz (1934–2001) O Herr nimm unsre Schuld (EG 235, GL 168)
- Rüdeger Lüders (* 1936) Gib uns Frieden jeden Tag (EG 425)
- Lars Åke Lundberg (* 1935) Herr, deine Liebe ist wie Gras und Ufer (EG/West 663)
- Martin Luther (1483–1546) Vom Himmel hoch, da komm ich her (EG 24), Erhalt uns, Herr, bei deinem Wort (EG 193), Aus tiefer Not schrei ich zu dir (EG 299, GL 163), Nun freut euch, lieben Christen g’mein (EG 341), Ein feste Burg ist unser Gott (EG 362)

## M
- César Malan (1787–1864)
- Tera de Marez Oyens (1932–1996) Solang es Menschen gibt auf Erden (EG 427, GL 300)
- Karl Marx (1897–1985) Der Herr ist auferstanden (EG 118)
- Rudolf Mauersberger (1889–1971) Jauchzet, ihr Himmel (EG 41)
- Frits Mehrtens (1922–1975) Das Volk, das im Finstern wandelt (EG 20)
- Wolfram Menschick (1937–2010) Alles Leben ist dunkel (GL 552)
- Hans Friedrich Micheelsen (1902–1973) Tröstet, tröstet, spricht der Herr (EG 15)
- Joseph Mohr (1834–1892) Ein Haus voll Glorie schauet (GL 639)
- William Henry Monk (1823–1889) Abide with me (Bleib bei uns, Herr) (EG 488)

## N
- Hans Georg Nägeli (1773–1836) Lobt froh den Herrn (EG 332)
- Matthias Nagel (* 1958) Die Erde ist des Herrn (EG/West 677)
- Joachim Neander (1650–1680) Lobe den Herren (EG 316+317, GL 392), Tut mir auf die schöne Pforte (EG 166), Wunderbarer König (EG 327), „Eins ist not!“ Ach Herr, dies Eine (EG 386)
- Gottfried Neubert (1926–1983) Jesus zieht in Jerusalem ein (EG 314)
- Georg Neumark (1621–1681) Wer nur den lieben Gott lässt walten (EG 369)
- Winand Nick (1831–1910)
- Philipp Nicolai (1556–1608) Wachet auf, ruft uns die Stimme (EG 147, GL 110, MG 414), Wie schön leuchtet der Morgenstern (EG 70, GL 554, MG 279)

## O
- Volker Ochs (1929–2018) Wie der Hirsch lechzt nach frischem Wasser (EG 278), Lass die Wurzel unsers Handelns Liebe sein (EG 417)
- Franz-Josef Oestemer (* 1954) Seht, der Stein ist weggerückt (GL-LM 783)
- Winfried Offele (* 1939) Wir schlugen ihn (GL 184), Auf dein Wort Herr lass uns vertrauen (GL 624)
- Paul Ongman (1885–1957) Vergiss nicht zu danken dem ewigen Herrn (EG/West 644)

## P
- Christoph Peter (1626–1669) Ach Gott und Herr, wie groß und schwer (EG 233)
- Johannes Petzold (1912–1985) Die Nacht ist vorgedrungen (GL 111, EG 16, MG 249)
- Gustav Pezold (1850–1931) Wir wolln uns gerne wagen (EG 254)
- Franz Philipp (1890–1972)
- Joseph Pothier (1835–1923) Gruß dir Mutter in Gottes Herrlichkeit (GL 586)
- Doreen Potter (1925–1980) Kommt mit Gaben und Lobgesang (EG 229)
- Michael Praetorius (1571–1621) O gläubig Herz, gebenedei (EG 318)
- Hans Puls (1914–1992) Hilf, Herr meines Lebens (EG 419, GL 622, MG 102)

## Q
- Erhard Quack (1904–1983) Singet Lob unserm Gott (GL 260), Komm Herr Jesu komm zur Erde (GL 565), Lasst uns loben, Brüder, loben (GL 637)
- Thomas Quast (* 1962)

## R
- Hans-Martin Rauch (* 1945) Die Sonne geht auf: Christ ist erstanden! (EG/BT 556)
- John Reading († 1692)
- Siegfried Reda (1916–1968) Der du die Zeit in Händen hast (EG 64, GL 157)
- Jakob Regnart (um 1540 – 1599) Auf meinen lieben Gott (EG 345)
- Johann Balthasar Reimann (1702–1749) Dies ist die Nacht, da mir erschienen (EG 40)
- Beat Reiser Christus Sieger (GL 564)
- Otto Riethmüller (1889–1938) Du Schöpfer aller Wesen (EG 485)
- Martin Rinckart: (1586–1649) Nun danket alle Gott (EG 321)
- Walter Röder Die einen fordern Wunder (GL 548), Jesus starb den Tod (GL 652)
- Heinrich Rohr (1902–1997) Wir sagen euch an den lieben Advent (EG 17, GL 115), Weihet dem Osterlamm (GL 217), Komm Herr Jesu komm (GL 568)
- Kurt Rommel (1926–2011) Herr, gib uns Mut zum Hören (GL 521, MG 372, EG/West 605), Du hast uns, Herr, gerufen (EG 168)
- Samuel Rothenberg (1910–1997) Ja, ich will euch tragen (EG 380), Abend ward, bald kommt die Nacht (EG 487)
- Theophil Rothenberg (1912–2004) Hört der Engel helle Lieder (EG 54, dreistimmiger Satz)
- Paul Ernst Ruppel (1913–2006) Dich will ich rühmen Herr und Gott (GL 274), Gleich wie mich mein Vater gesandt hat (EG 260, GL 641, MG 416)
- Anders Ruuth (1926–2011) Bewahre uns Gott (EG 171)

## S
- Josef Anton Saladin (1908–1996) Eine große Stadt ersteht (GL 642)
- Daniel Sambursky (1909–1977) Gehe ein in deinen Frieden (EG 489)
- Carl Santner (1819–1885) Der Heiland erstand (GL2013 Regensburg 791)
- Samuel Scheidt (1587–1654) O Heiliger Geist, o heiliger Gott (EG 131)
- Johann Hermann Schein (1586–1630) Mir nach, spricht Christus, unser Held (EG 385, GL 616, MG 445)
- Fritz Schieri (1922–2009) Christus Gotteslamm (GL 446), Lamm Gottes (GL 460)
- Manfred Schlenker (1926–2023) Komm in unsre stolze Welt (EG 428)
- Marie Schmalenbach (1835–1924) Brich herein, süßer Schein (GL 490)
- Karl Norbert Schmid (1926–1995) Angelangt an der Schwelle des Abends (GL 701)
- Gottfried Schneider (1909–1987) Jesus Christus, König und Herr (EG/BT 590)
- Martin Gotthard Schneider (1930–2017) Danke für diesen guten Morgen (EG 334)
- Clement Cotterill Scholefield (1839–1904) Der Tag, mein Gott, ist nun vergangen (EG 266)
- Johann Schop (1590–1667) Brich an, du schönes Morgenlicht (EG 33), Sollt ich meinem Gott nicht singen? (EG 325), Werde munter, mein Gemüte (EG 475)
- Heino Schubert (1928–2018) Paulus-Messe (GL 130–133), Ehre Gott in der Höhe (GL 168,2), Dein Reich komme, ja dein Reich komme! Maranatha (GL 232), Herr, wir hören auf dein Wort (GL 449), Erbarme dich meiner, o Gott (GL 639)
- Heinrich Schütz (1585–1672) Wohl denen, die da wandeln (EG 295, GL 614, MG 394), Ich will, solang ich lebe (EG 276), Ich weiß, woran ich glaube (EG 357)
- Johann Abraham Peter Schulz (1747–1800) Ihr Kinderlein, kommet (EG 43), Der Mond ist aufgegangen (EG 482)
- Karl Friedrich Schulz (1784–1850) Danket dem Herrn! Wir danken dem Herrn (EG 333)
- Otmar Schulz (1938–2023) Du hast mich, Herr, zu dir gerufen (EG 210), Herr, du hast darum gebetet (EG 267)
- Walter Schulz (1925–2009) Gott liebt diese Welt (EG 409, GL 297, MG 434)
- Gerhard Schwarz (1902–1995) Also liebt Gott die arge Welt (EG 51)
- Joachim Schwarz (1930–1998) Ausgang und Eingang (Kanon) (EG 175, MG 135)
- Rolf Schweizer (1936–2016) Das ist ein köstlich Ding (EG 285, GL 271), Singet dem Herrn ein neues Lied (EG 287)
- Thomas Selle (1599–1663) Auf, auf, ihr Christen alle (EG/West 536)
- Nikolaus Selnecker (1530–1592) Nun lasst uns Gott dem Herren (EG 320)
- Claudin de Sermisy (um 1495 – 1562) Was mein Gott will, gescheh allzeit (EG 364)
- Josef Seuffert (1926–2018) Danket dem Herrn, denn er ist gut (GL 281)
- Manfred Siebald (* 1948)
- Hans Rudolf Siemoneit (1927–2009) Die ganze Welt hast du uns überlassen (EG 360)
- Friedrich Silcher (1789–1860) So nimm denn meine Hände (EG 376)
- Peter Sohren (um 1630 – um 1692) Bis hierher hat mich Gott gebracht (EG 329)
- Johannes Spangenberg (1484–1550) Tauet Himmel aus den Höhn (GL 104)
- Wolfgang Jürgen Stark
- Josef Stein Du rufst uns Herr trotz unsrer Schuld (GL 523)
- Hermann Stern (1912–1978) Es segne und behüte dich (EG 174)
- Johann Steuerlein (1546–1613) Das alte Jahr vergangen ist (EG 59), Wie lieblich ist der Maien (EG 501)
- Johann Stobäus (1580–1646) Macht hoch die Tür (GL 107), Such, wer da will, ein ander Ziel (EG 346)
- Johann Georg Stötzel (1711–1793) Gott sei Dank durch alle Welt (EG 12)
- Georg Christoph Strattner (um 1645 – 1704) Himmel, Erde, Luft und Meer (EG 504)
- Peter Strauch (* 1943) Herr, wir bitten: Komm und segne uns (EG/West 607)
- Ignace de Sutter (1911–1988) Holz auf Jesu Schulter (EG 97)

## T
- Georg Philipp Telemann (1681–1767) Der lieben Sonne Licht und Pracht (EG 479)
- Melchior Teschner (1584–1635) O Gott nimm an die Gaben (GL 468), Valet will ich dir geben (EG 523)
- Albert Thate (1903–1982) Herr, bleibe bei uns (EG 483)
- Valentin Thilo der Ältere (1579–1620)
- Valentin Thilo der Jüngere (1607–1662)
- Georg Thurmair (1909–1984)
- Maria Luise Thurmair (1912–2005)
- Michael Töpler Wir weihn der Erde Gaben (GL 480)
- Dieter Trautwein (1928–2002) Komm, Herr, segne uns, dass wir uns nicht trennen (EG 170, MG 136)
- Valentin Triller (um 1493 – 1573) Den die Hirten lobeten sehre (EG 29)

## U
- Caspar Ulenberg (1548–1617) Nun lobet Gott im hohen Thron (GL 265), Herr dir ist nichts verborgen (GL 292)
- Johann Ulich (1634–1712) Meinen Jesus lass ich nicht (EG 402)

## V
- Ralph Vaughan Williams (1872–1958) O Bethlehem, du kleine Stadt (EG 55), Herr, mach uns stark im Mut (EG 154)
- Michael Vehe (1485–1539) Wer unterm Schutz des Höchsten steht (GL 291)
- Gotthold Veigel (1913–1998) Du hast zu deinem Abendmahl (EG 224)
- Christoph Bernhard Verspoell (1743–1818)
- Melchior Vulpius (um 1570 – 1615) Jesu deine Passion (EG 88), Gelobt sei Gott im höchsten Thron (EG 103), Zieh an die Macht du Arm des Herrn (EG 377, GL 304), Die helle Sonn leucht’ jetzt herfür (EG 437), Christus, der ist mein Leben (EG 516)

## W
- Michel Wackenheim (* 1945)
- John Francis Wade (um 1711–1786), Adeste fideles, dt. Nun freut euch ihr Christen (GL 143) / Herbei, o ihr Gläub’gen (EG 45)
- Johann Walter (1496–1570) Wach auf, wach auf, du deutsches Land (EG 145), All Morgen ist ganz frisch und neu (EG 440, GL 666, MG 195), Mitten wir im Leben sind (EG 518)
- Paul Gerhard Walter (* 1947) Herr gib mir Mut zum Brückenbauen (EG/West 669)
- Jan-Jürgen Wasmuth (* 1938)
- Gerd Watkinson
- Horst Weber (1926–1990) Ich steh an deinem Kreuz, Herr Christ (EG/West 556), Singet, danket unserm Gott (EG/West 597, GL 277)
- Christa Weiß Bevor die Sonne sinkt (GL 702)
- Ewald Weiss (1906–1998) Lamm Gottes, du nimmst hinweg (EG 190.3)
- Michael Weiße (1488–1534) Ein Kind ist uns geboren heut (GL 136), O Maria sei gegrüßt (GL 582)
- Fritz Werner (1898–1977) Der Tag ist seiner Höhe nah (EG 457), Ich liege, Herr, in deiner Hut (EG 486)
- Charles Wesley (1707–1788) Christ, der Herr, ist heut erstanden (EG/West 564)
- Samuel Sebastian Wesley (1810–1876) The Church’s one foundation, Die Kirche steht gegründet (EG 264)
- Wolfgang Weßnitzer (1629–1697) Jesu, meines Lebens Leben (EG 86)
- Olle Widestrand (1932–2018) Strahlen brechen viele (EG 268)
- Götz Wiese (1928–2012) Seht hin, er ist allein im Garten (EG 95)
- Karl-Heinz Willenberg
- Johann Georg Winer (1583–1651) Schaffe in mir, Gott, ein reines Herze (EG 230)
- Christian Friedrich Witt (1660–1716) Schmückt das Fest mit Maien (EG 135)
- Peter van Woerden (1924–1990)
- Erna Woll (1917–2005) Segne dieses Kind (GL 636)
- Josef Venantius von Wöss (1863–1943) Gelobt seist du Herr Jesus Christ (GL 560)
- Hartmut Wortmann

## Z
- Johannes Christoph Andreas Zahn (1817–1895) Dein König kommt in niedern Hüllen (EG 14)
- Friedrich Zipp (1914–1997) Deine Hände, großer Gott (EG 424)
- Rudolf Zöbeley (1901–1991) Er weckt mich alle Morgen (EG 452)
- Alfred Hans Zoller (1928–2006) Stern über Bethlehem (EG/West 546, MG 265)